# Serissa japonica
Serissa japonica är en måreväxtart som först beskrevs av Carl Peter Thunberg, och fick sitt nu gällande namn av Carl Peter Thunberg. Serissa japonica ingår i släktet Serissa och familjen måreväxter. Inga underarter finns listade i Catalogue of Life.